# By Your Side
By Your Side ist das fünfte Musikalbum der Black Crowes. Erste Songwriting- und Aufnahmesessions fanden im November/Dezember 1997 sowie im Januar 1998 statt. Unter der Regie von Produzent Kevin Shirley (Aerosmith, Iron Maiden, Silverchair) wurde das Album im Frühling in den New Yorker Avatar Studios eingespielt.
Zuvor hatte die Band einschneidende Veränderungen zu verkraften. Der langjährige Lead-Gitarrist Marc Ford war aus der Band gedrängt worden, woraufhin auch Bassist Johnny Colt die Band verlassen hatte. Während in dem deutschstämmigen Sven Pipien, einem alten Freund der Robinsons aus Atlanta, schnell ein neuer Bassist gefunden wurde, blieb der Posten des Lead-Gitarristen bei den By Your Side Sessions vakant. Rich Robinson spielte auf By Your Side (wie auch überwiegend auf dem Nachfolger Lions) sowohl die Rhythmus- als auch die Sologitarrenparts. Für die zahlreichen Konzerte war seit 1998 bis zum „Hiatus“, der vorübergehenden Trennung der Band im Jahr 2001, Audley Freed als Lead-Gitarrist in der Band.

## Titelliste
1. Go Faster – 4:02
2. Kickin’ My Heart Around – 3:40
3. By Your Side – 4:28
4. Horsehead – 4:02
5. Only A Fool – 3:43
6. Heavy – 4:43
7. Welcome To The Good Times – 4:00
8. Go Tell The Congregation – 3:35
9. Diamond Ring – 4:09
10. Then She Said My Name – 3:43
11. Virtue And Vice – 4:45

Disc 2 (Australian bonus disk)
1. It Must Be Over – 4:49
2. You Don’t Have to Go – 4:24
3. Twice As Hard (live) – 4:34
4. Horsehead (acoustic) – 4:12

## Single-Auskopplungen
Als Singles wurden die Lieder Kickin’ My Heart Around, By Your Side, Only A Fool und Go Faster verwendet, wobei es zu unterschiedlichen Veröffentlichungen auf den einzelnen Märkten kam. Als B-Seiten wurden hierbei vor allem It Must Be Over, You Don’t Have To Go, Peace Anyway, Grows A Rose, eine akustische Version von Horsehead, Smile und When The Night Comes Falling From The Sky publiziert. Die Singles erreichten teilweise die Top Ten der amerikanischen Billboard Hot Mainstream Rock Charts.

## Gastmusiker
- The Dirty Dozen – Bläser
- Zoe Thrall – Flöte
- Curtis King, Cindy Mizelle, Tawatha Agee, Brenda White King, Vanessa Thomas – Background Vocals